# Upplands runinskrifter 480
Upplands runinskrifter 480 är en vikingatida runsten av gröngrå granit i Tagsta, Alsike socken och Knivsta kommun. Runstenen är cirka 2 meter hög, cirka 1,5 meter bred samt 35 centimeter tjock. Runslingan är cirka 7 centimeter bred. Runhöjden är 8 centimeter. Ristningen vetter mot söder. Runstenen låg tidigare som en bro på ett gärde nordväst om Hagelstena och restes på sin nuvarande plats 1940. Platsen är inte stenens ursprungliga.

## Inskriften
Translitterering av runraden:
× hulmaiʀ × auk × kuni × litu × raisa × stain ×× þina × eftiʀ × sota × faþur × sin ×
Normalisering till runsvenska:
Holmgæiʀʀ ok Gunni letu ræisa stæin þenna æftiʀ Sota, faður sinn.
Översättning till nusvenska:
Holger och Gunne lät resa stenen efter Sote, sin fader.
Namnet Sote är mycket ovanligt, och runstenen U 479 vid Alsike prästgård, 1,5 km väst om U 480, son är rest över Sigulv, "Sötes broder" nämner sannolikt samma Sote. Ifrån stenarna vet vi att Sote hade minst två barn Holinger och Günne. Hans bror Sigulv var gift med Gyrid och hade minst två barn, Åsmund och e-iR.
Runsten U 167, som har samma mönster, är signerat av runristare Fot.